# كوبرنيكية حادة الكأس
كوبرنيكية حادة الكأس (الاسم العلمي:Copernicia oxycalyx) هي نوع من النباتات يتبع جنس الكوبرنيكية من الفصيلة الفوفلية.